# Franz Romeikat
Franz Romeikat, né le 7 octobre 1904 et mort à une date inconnue, est un militaire allemand. Il fut un soldat SS au camp d'Auschwitz, et adjudant du commandant, SS-Obersturmbannführer.

## Biographie
Il est né à Iwenberg en province de Prusse-Orientale. Il fait un apprentissage d'horloger, il devient membre du parti nazi et des SS le 6 mars 1933. En novembre 1940, il est recruté dans le Waffen-SS et en février 1941 il est affecté à Auschwitz. Au début, il travaille dans la section des vêtements, puis de novembre 1942 à octobre 1944, il travaillé au Département IV (l'administration), traitant de la propriété des prisonniers. Il était cruel envers les prisonniers, les battant parfois et il a participé au pillage des biens des personnes tuées dans les chambres à gaz de Birkenau.
Il est jugé par le Tribunal national lors du procès d'Auschwitz à Cracovie et condamné à 15 ans de prison pour ses crimes. En raison d'une amnistie, il a été libéré dans les années cinquante.